# Мужская сборная Северной Македонии по гандболу
Мужская сборная Северной Македонии по гандболу — гандбольная сборная, представляющая Северную Македонию на чемпионатах мира и Европы. Контролируется гандбольной федерацией Северной Македонии. Главным тренером и рекордсменом по количеству голов является Кирил Лазаров.
До 1990 года гандболисты Республики Македонии выступали за сборную Югославии. Республика Македония участвовала трижды на чемпионатах мира и дважды на чемпионате Европы: высшим достижением на мировых первенствах является 11-е место в 2009 году на чемпионате мира в Хорватии, а на чемпионате Европы 2012 года, который прошёл в Сербии, команда сенсационно заняла 5-е место.

## Спортивная арена
Домашние матчи сборная Северной Македонии проводит в спортцентре имени Бориса Трайковского, второго президента Республики Македонии.

## Болельщики
У сборной Северной Македонии есть группа поддержки под названием «Македонская фаланга» (макед. Македонската фаланга), которая является одной из самых известных и популярных групп поддержки гандбольных сборных в мире. В 2009 году на чемпионате мира по гандболу в Хорватии болельщики «Македонской фаланги» следовали за сборной и поддерживали её на матчах с Польшей и Россией, в которых сборная Республики Македонии одержали победы и оформили выход во второй групповой этап. Не меньшую поддержку «Фаланга» оказывала сборной и на чемпионате Европы 2012 года в Сербии, что позволило сборной занять 5-е место на турнире. Выход сборной Республики Македонии в четвертьфинал и итоговое 5-е место стало настоящей сенсацией, поскольку никто не ожидал от скромной балканской сборной такого выхода, а от полуфинала их отделили всего два поражения с разницей в 1 мяч каждое. В апреле 2012 года президент Международной гандбольной федерации после олимпийского квалификационного турнира в Швеции отправил благодарственное письмо Македонской гандбольной федерации, в котором выразил своё восхищение фанатской поддержкой сборной Республики Македонии (несмотря на то, что их сборная не попала на Олимпиаду, фанаты поддерживали команду во всех матчах квалификационного турнира).